# NA-128
La NA-128 es una carretera de interés para la Comunidad Foral de Navarra, tiene una longitud de 41,45 km, comunica Peralta y Carcastillo.

## Poblaciones y enlaces importantes
| Denominación | Kilómetro | Salida                          | Dirección                       | Carretera                       |
| ------------ | --------- | ------------------------------- | ------------------------------- | ------------------------------- |
| NA-128       | 0         |                                 | Peralta Tafalla                 | NA-115                          |
| NA-128       | 3         |                                 | Pol. Ind. El Campillo           | NA-6630                         |
| NA-128       | 4         |                                 | Funes                           |                                 |
| NA-128       | 4         | Travesía de Marcilla            | Travesía de Marcilla            | Travesía de Marcilla            |
| NA-128       | 5         |                                 | Pamplona Tudela                 | AP-15                           |
| NA-128       | 6         |                                 | Villafranca Cadreita            | NA-660                          |
| NA-128       | 12        |                                 | Tafalla Tudela                  | N-121                           |
| N-121        | 12        |                                 | Carcastillo                     | NA-128                          |
| NA-128       | 13        | Travesía de Caparroso           | Travesía de Caparroso           | Travesía de Caparroso           |
| NA-128       | 18        |                                 | Rada                            | NA-5510                         |
| NA-128       | 22        | Travesía de Mélida              | Travesía de Mélida              | Travesía de Mélida              |
| NA-128       | 23        |                                 | Santacara                       | NA-5330                         |
| NA-128       | 31        | Travesía de Carcastillo         | Travesía de Carcastillo         | Travesía de Carcastillo         |
| NA-128       | 32        |                                 | Murillo el Fruto                | NA-1240                         |
| NA-128       | 32        |                                 | Cáseda                          | NA-534                          |
| NA-128       | 36        |                                 | Bardenas Reales (El Paso)       | GR-13                           |
| NA-128       | 39        |                                 | Figarol                         | NA-5390                         |
| NA-128       | 41        | Continúa en Zaragoza por A-1201 | Continúa en Zaragoza por A-1201 | Continúa en Zaragoza por A-1201 |